# Верхний Тортым
Верхний Тортым — деревня в Кезском районе Удмуртской республики.

## География
Находится в северо-восточной части Удмуртии на расстоянии приблизительно 9 км на восток-юго-восток по прямой от районного центра поселка Кез.

## История
Известна с 1891 года как починок Тортым-Ил, в 1905 здесь (починок Верх-Тортымский Тортымил) с 14 дворами. В 1924 году здесь (уже деревня Тортым Верхний или Зязьгорский) учтено было 13 дворов. До 2021 года входила в состав Сюрзинского сельского поселения.

## Население
Постоянное население составляло 123 человека (1905), 99 (1924, все удмурты), 21 человека в 2002 году (удмурты 100 %), 9 в 2012.